# 大芝島
大芝島（おおしばじま）は広島県東広島市安芸津町風早にある島である。

## 概要
四方にある漁港には小型漁船が並び、近海での漁業や牡蠣の養殖なども行われているが、山頂や山腹でのビワやミカン栽培が島の主産業。中央にあるハウス団地は品質の良さで全国的に有名な“安芸津ビワ”の栽培地。

## 交通
国道185号線から大芝大橋を渡る。